# Asapharcha
Asapharcha là một chi bướm đêm thuộc họ Gelechiidae.